# Rhynchostegium pervilleanum
Rhynchostegium pervilleanum là một loài rêu trong họ Brachytheciaceae. Loài này được Schimp. A. Jaeger mô tả khoa học đầu tiên năm 1878.